# Сергей Довлатов
Сергей Донатович Довлатов-Мечик (на руски: Серге́й Дона́тович Довла́тов-Ме́чик) е руски писател и журналист.

## Биография
Довлатов е роден на 3 септември 1941 година в Уфа, тогава в СССР, днес Русия. Негов баща е театралният режисьор от еврейски произход Донат Исакович Мечик, а майка му е коректорката Нора Сергеевна Довлатова, арменка по произход.
От 1944 година живее в Ленинград. В 1959 година започва да учи фински език във филологическия факултет на Ленинградския държавен университет и учи там две и половина години. Общува с ленинградски поети като Евгений Рейн, Анатолий Найман, Йосиф Бродски и писателя Сергей Волф, с художника Александър Нежданов и други. Довлатов е изключен от университета.
След това три години е във вътрешни войски, надзирател в трудово-поправителна колония в Република Коми. Според мемоарите на Бродски Довлатов се връща от армията „както Толстой от Крим, с една ролка разкази и известно учудване в очите му.“
По-късно Довлатов следва журналистика в Ленинградския държавен университет. Поканен е в литературната група „Граждани“, основана от Владимир Марамзин, Игор Ефимов, Борис Вахтин и Владимир Губин. Довлатов работи като литературен секретар на известната руска писателка Вера Панова.
От септември 1972 до март 1975 година живее в Естония, където работи като журналист. Става извънщатен сътрудник на градския вестник Вечерний Таллин. През лятото на 1972 година започва работа в отдел информация на вестник Советская Эстония. В своите разкази, включени в книгата „Компромис“, Довлатов описва истории от своята журналистическа практика като кореспондент на Советская Эстония, а също така разказва за работата в редакцията и живота на своите колеги журналисти. По разпореждане на КГБ в съветска Естония тиражът на първата му книга е унищожен.
Довлатов емигрира и от 1978 година живее в Ню Йорк, където редактира либералния емигрантски вестник Новый американец и сътрудничи на „Ню Йоркър“. Води авторско предаване по радио „Свободна Европа“. Сергей Довлатов издава 11 книги.
Сергей Довлатов умира в Ню Йорк на 24 август 1990 година от сърдечна недостатъчност. Погребан е в арменската част на еврейското гробище „Маунт Хеброн“ в нюйоркския квартал Куинс.

## Памет
През 2018 година излиза биографичният филм „Довлатов“, който разказва за живота му в Ленинград през 1971 година.